# 3693 Barringer
3693 Barringer (1982 RU) là một tiểu hành tinh vành đai chính được phát hiện ngày 15 tháng 9 năm 1982 bởi Bowell, E. ở Flagstaff (AM).